# Timothy Chandler
Timothy Chandler (ur. 29 marca 1990 we Frankfurcie nad Menem) – amerykański piłkarz pochodzenia niemieckiego występujący na pozycji obrońcy w niemieckim klubie Eintracht Frankfurt.

## Kariera klubowa
Chandler urodził się w RFN-ie jako syn Niemki i Amerykanina. Treningi rozpoczął w zespole Sportfreunde Oberau. W 2001 roku przeszedł do juniorów Eintrachtu Frankfurt. W 2008 roku został włączony do jego rezerw, grających w Regionallidze Süd. Spędził w nich 2 lata. W tym czasie rozegrał tam 47 spotkań i zdobył 8 bramek.
W 2010 roku przeszedł do rezerw zespołu 1. FC Nürnberg (Regionalliga Süd). W styczniu 2011 roku został włączony do jego pierwszej drużyny. W Bundeslidze zadebiutował 22 stycznia 2011 roku w zremisowanym 1:1 pojedynku z Freiburgiem. 12 lutego 2011 roku w wygranym 4:1 spotkaniu ze Stuttgartem strzelił pierwszego gola w Bundeslidze.

## Kariera reprezentacyjna
W reprezentacji Stanów Zjednoczonych Chandler zadebiutował 27 marca 2011 roku w zremisowanym 1:1 towarzyskim meczu z Argentyną.